# Matute
Pour les articles homonymes, voir Matute (homonymie).
Matute est une commune de la communauté autonome de La Rioja, en Espagne.

## Démographie
| 1900 | 1910 | 1920 | 1930 | 1940 | 1950 | 1960 | 1970 | 1981 |
| ---- | ---- | ---- | ---- | ---- | ---- | ---- | ---- | ---- |
| 782  | 734  | 653  | 552  | 557  | 578  | 495  | 333  | 237  |

| 1991 | 2001 | 2011 | - | - | - | - | - | - |
| ---- | ---- | ---- | - | - | - | - | - | - |
| 192  | 179  | 133  | - | - | - | - | - | - |

## Administration

### Conseil municipal
La ville de Matute comptait 98 habitants aux élections municipales du 26 mai 2019. Son conseil municipal (en espagnol : Pleno del Ayuntamiento) se compose donc de 3 élus.
| Parti | Parti                                    | Voix | %       | Élus  |
| ----- | ---------------------------------------- | ---- | ------- | ----- |
|       | Parti socialiste ouvrier espagnol (PSOE) | 53   | 69,74 % | 3 / 3 |
|       | Parti populaire (PP)                     | 14   | 18,42 % | 0 / 3 |
|       | Partido Riojano (PR+)                    | 9    | 11,84 % | 0 / 3 |

### Liste des maires
| Mandat    | Maire | Maire                      | Parti       |
| --------- | ----- | -------------------------- | ----------- |
| 1979-1983 |       | Ernesto Torres de Pablo    | Indépendant |
| 1983-1987 |       | Lucio Turza Armas          | Indépendant |
| 1987-1991 | ?     | ?                          | ?           |
| 1991-1995 |       | Ernesto Torres de Pablo    | PSOE        |
| 1995-1999 |       | Heliodoro Lozano Hernández | PR          |
| 1999-2003 |       | Ernesto Torres de Pablo    | PSOE        |
| 2003-2007 |       | Juan Carlos Puente Lozano  | PP          |
| 2007-2011 |       | Juan Carlos Puente Lozano  | PP          |
| 2011-2015 |       | José Ciriaco Lozano Corral | PSOE        |
| 2015-2019 |       | José Ciriaco Lozano Corral | PSOE        |
| 2019-2023 |       | Jacinto Clemente Lozano    | PSOE        |